# Warez

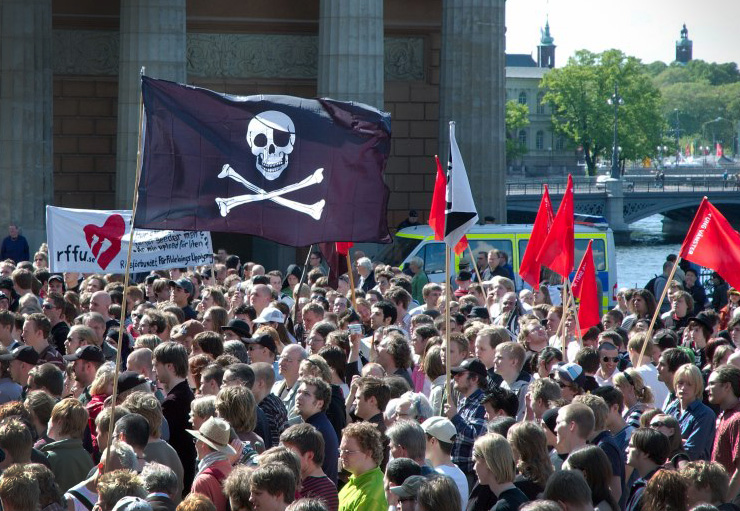
Švédská demonstrace za podporu sdílení souborů a pirátství

Warez je termín počítačového slangu označující autorská díla, se kterými je nakládáno nelegálně, zejména v rozporu s autorským právem. Slovo bylo vytvořeno z anglického slova wares (zboží, zřejmě v souvislosti se slovem softwares) způsobem tzv. leetspeaku. Podle druhu bývá někdy warez rozdělován na gamez (počítačové hry), appz (aplikace), crackz (cracky) a také moviez (filmy). Nejčastějším způsobem šíření warezu je dnes hlavně Internet.
S warezem je spojena dosti výrazná internetová subkultura a slovo warez se kromě označení samotných dat používá i pro tuto kulturu.
Lidé, kteří zacházejí s warezem, bývají označováni jako počítačoví piráti. Toto expresivní označení prosazují zejména organizace zastupující zájmy držitelů autorských práv, ale identifikují se s ním i uživatelé warezu - viz foto.

## Způsob činnosti
Typický průběh šíření warezu vypadá zhruba takto:
1. Je vydána nějaká očekávaná verze komerčního software.
2. Warezová skupina využije svých kontaktů k tomu, aby získala kopii ještě před vydáním (nebo odcizí CD z továrny, kde se vyrábí).
3. Software je předán zkušenému programátorovi (crackerovi), který ze softwaru odstraní ochranu proti kopírování.
4. Takto upravený software je předán tzv. kurýrovi, který ho rozšíří na mnoho FTP serverů.

Výsledkem je, že nelegální kopie programu se běžně objeví ve stejný den jako oficiální vydání (tzv. den 0, 0-day), někdy dokonce ještě dříve.
V současnosti význam uvedené distribuční cesty warezu klesá. Především u filmů se řádově větší objem dat (i děl) šíří po P2P sítích. Warezové skupiny se ale dosud občas podílejí na prvotním zveřejnění ripu.
Warezové verze komerčního software jsou typicky vydávány ve dvou podobách: plné a tzv. rip (ořezané). Rip-verze je menší, neobsahuje zbytečné části, např. PDF příručku, v případě počítačových her v rip-verzi obvykle chybějí vložené videosekvence, některé části jsou také někdy před distribucí zkomprimovány (např. do MP3) a uživatelé je musí před použitím dekomprimovat. Plné verze se obvykle šíří jako obrazy CD či DVD disků (tzv. BIN, ISO, CCD či MDF soubory).
Velká část warezu je distribuována tak, že uploader (ten kdo soubory poskytuje ostatním) odešle soubory s tímto obsahem na nějaký server poskytující úložné místo pro data; v současnosti mezi nejoblíbenější patří RapidShare. Kvůli tomu, že tyto servery mají omezení na velikost jednoho souboru, se soubory většinou rozdělí pomocí komprimačních programů jako WinRAR na menší kousky a celý RAR soubor se zahesluje (aby se správci nemohli podívat, co v souboru je a nesmazali ho). Tato forma distribuce je zvlášť oblíbená na takzvaných warez fórech a weblozích.

## Filmové pirátství
Kolem roku 1998 se začaly objevovat nelegální kopie očekávaných filmů ještě před jejich premiérou (např. film Prci, prci, prcičky). Ty se šíří v různých podobách (nejčastěji AVI, VCD atd.), přičemž podle toho, jak vznikly, se rozlišuje několik druhů:
- Cam (též Kinorip) (velmi běžný) – některý z diváků nahraje film promítaný v kině na videokameru. Taková kopie má obvykle velmi špatnou kvalitu, někdy se před objektivem objevují siluety diváků z nižších řad, zvuk je nekvalitní apod.
- Telesync (TS) (běžný) – obdobně jako kinorip je obraz nahrán kamerou z promítaného obrazu, ale zvuk je nahrán odděleně profesionálním mikrofonem, přičemž zvuk je s obrazem později synchronizován.
- R5 (též R5 RIP) (běžný) - telecine pocházejíci z Ruska. R5 znázorňuje DVD region 5, pod který spadá Rusko, v obrazu se mohou vyskytnout úvodní titulky, případne nápisy ve filmu v ruském jazyce. Traduje se, že některá hollywoodská studia přednostně dovolují vydávat filmy v tomhle regionu pro zamezení pirátského šíření, proto bývají filmy plně poruštěné. Může taky jít o DVDRip. Ripy mají ovšem zvuk v angličtině.
- Telecine (vzácný) – film je snímek po snímku převeden z filmového pásu do digitální podoby, pomocí specializovaného zařízení, podobného tomu, kterým se profesionálně převádí filmy do digitální podoby na DVD.
- Workprint (vzácný) – dřívější verze filmu, obvykle ještě bez některých dodatečných efektů, často se liší od konečné podoby.
- Screener (SCR) (běžný)[zdroj?] – první vydání filmu na VHS, posílané např. kritikům pro recenzování apod. Taková kopie obvykle obsahuje zprávu typu „sledujete propagační verzi filmu, pokud jste tento film zakoupili v obchodě, kontaktujte prosím 1-800-NO-COPIES.“
- DVDScreener (DVDSCR) (běžný) - screener pořízený z DVD (výhodou je lepší kvalita)
- DVDRip (velmi běžný) – Konečná verze filmu vytvořená z běžného produkčního DVD, ale ochuzená o bonusy typu „Film o filmu“. DVD-Rip obsahuje film typicky jen s jednou zvukovou stopou. Podobně jako u předchozích variant i DVD-Rip bývá obvykle převedený do efektivnějšího datového formátu (nejčastěji MPEG-4), aby nezabíral zbytečně moc místa jako DVD-R. Nelegální kopie jsou typicky šířeny ještě před tím, než je film k dispozici v příslušném regionu (viz regiony DVD).
- DVDR (běžný) – Kompletní konečná verze filmu včetně všech bonusů. Bývá zachována nejen DVD kvalita obrazu ale i datový formát (MPEG-2). Je to v podstatě přesná kopie DVD obvykle upravená tak, aby její použití nebylo omezeno jen na některé regiony, a aby neobsahovala žádné ochranné prostředky proti kopírování či samotnému použití.
- BDRip (běžný) - stejný jako DVDRip, pouze z Blu-ray disku. Díky tomu, že se nekomprimuje dvakrát při stejném rozlišení, může být kvalita znatelně lepší (méně artefaktů z komprese).
- HD (již běžnější než dříve) – film ve vyšším rozlišení (a vyšší kvalitě), než DVD (HD = High definition). Typicky jde buď o 720p, 1080i nebo 1080p rozlišení, tedy o formáty 1280x720 respektive 1920x1080. U širokoúhlých filmů je horizontální rozlišení zachováno, vertikální pak může být nižší. Zdrojem je typicky Blu-ray disk, kdy film je převeden do efektivnějšího datového formátu (většinou H.264) a rekomprimován, aby se vešel na DVD (pro 720p stačí většinou jednovrstvé médium, pro 1080i a 1080p už je potřeba dvouvrstvé, někdy i více disků). V současnosti mohou být v HD i předešlé varianty jako Workprint, Screener, Telecine, Telesync, či Camrip.
- WEB-DL - je označení kvality epizod, které byly ripnuté z iTunes, Amazon Video, nebo jiné služby pro streamování videa. Jedná se o tak kvalitní rip, kterému konkuruje snad jen BluRay rip, který ale vychází třeba až o rok později. Rozlišení WEB-DL videí je 720p i 1080p. Tato verze navíc neobsahuje loga televizí a reklamy.

## Motivace a etická stránka warezu
Na rozdíl od pirátských prodejců CD nemají warezové skupiny ze svého počínání žádný finanční zisk. Motivace těchto skupin může být různá, obvykle je založena na „pověsti“ – skupiny mezi sebou soupeří, co nejdřívější kvalitní vydání je v komunitě vnímáno jako úspěch.
Mnoho uploaderů však také sdílí warez na uploadovacích serverech typu RapidShare. Je nutné si ovšem uvědomit, že tyto servery neobsahují pouze warez (i když samozřejmě především jim vděčí za svoji oblíbenost)[zdroj?]. Umožňují také velmi jednoduché a velmi rychle sdílení jakýchkoli dat.
Oproti jiným porušením zákona (např. krádeži) je porušování autorského práva vnímáno mnohem rozporuplněji, zvlášť když z něj pachatelům neplyne finanční prospěch. Členové warezových skupin často vnímají svoje jednání jako prospěšné.[kdo?] Ospravedlňují se např. údajnou nemožností vynucování autorských práv a nespravedlností nemožnosti sdílet informace s těmi, kteří si je nemohou dovolit získat jinak. Tvrdí také, že vydání warezové verze může ve skutečnosti zvýšit hodnotu software tím, že se zvýší jeho popularita. U filmů a hudebních nahrávek bývá argumentem také složitost nebo nemožnost získání díla legální cestou.
Také mnoho uživatelů,[kdo?] kteří software získávají z warez zdrojů, je přesvědčeno, že nikomu neškodí. Argumentem např. je, že kdyby software nezískali jako warez, jistě by si jej ani nekoupili. Tedy tvůrce programu o nic nepřišel.
Za každé zakoupené médium uživatelů v České republice jde poplatek sdružení OSA, čímž někteří z nich stahování hudby ospravedlňují, protože jiný předpoklad pro nelegální využití těchto médií není.[kdo?]

## Legálnost
Ve většině západních zemí je tvorba a distribuce warezu nelegální, v chudším třetím světě či komunistických zemích však bývá buď zcela legální, nebo přinejmenším volně trpěná až zcela ignorovaná.[zdroj?]
V Česku je kopírování (tedy i stahování) autorských děl (nikoli však softwaru či databází) pro vlastní (osobní) potřebu zcela legální. Nelegální je však šíření (sdělování veřejnosti) takových děl bez povolení autora. Takové počínání je dle autorského zákona trestný čin (Porušování autorského práva, práv souvisejících s právem autorským a práv k databázi, § 270 TrZ)[zdroj?], který se trestá odnětím svobody až na dvě léta (nebo na šest měsíců až pět let pokud tak pachatel konal ve značném rozsahu) nebo peněžitým trestem nebo propadnutím věci.
Použití jiného autorského díla než programu či elektronické databáze pro vlastní potřebu je v Česku zcela legální i bez svolení autora. Tedy např. stažením filmu a jeho užitím pro vlastní potřebu není český zákon porušen, třebaže film je šířen v rozporu se zákonem.

## Boj proti warezu
Zastavit nelegální šíření souborů je nemožné. Například polské herní studio CD Projekt ze své hry Zaklínač 2 po stížnostech hráčů protipirátskou ochranu úplně odstranilo a prohlásilo, že boj proti pirátům je prohraná bitva. To jejich vydavatel nepochopil a podal na ně žalobu. Herní studio Rockstar Games stojící za hrou GTA IV naopak prohlásilo, že jejich ochrana je natolik vyspělá, že ji piráti neprolomí. Nutno podotknout, že 3 dny po vydání hry bylo k dispozici několik funkčních cracků. Naopak problémy měli hráči, kteří si hru legálně koupili. Ochrana Securom jim vyhazovala nesmyslné chybové hlášky a hráči zaplavili forum Rockstaru a služby Steam stížnostmi. Několik hráčů si i do legálních kopií stahovalo cracky, aby hru mohli vůbec spustit. Distributor titulů přes internet Steam dokonce hru dočasně stáhnul z prodeje.
Ostatní vydavatelé a internetoví provideři se však stále v poslední době snaží spolupracovat ve snaze o co největší omezení. Počítačové hry jsou opatřovány stále lepšími ochranami, DVD filmy pak tzv. Regional lockout. Internetoví provideři pak přistupují k blokování P2P portů. Policie sleduje lidi na P2P sítích s největším množstvím sdíleného obsahu a největším datovým trafficem. V médiích se v minulosti objevovaly i případy sdílení warezu na vysokých školách a to díky rychlosti tamních sítí a nezatíženosti omezeným datovým přenosem (tzv. FUP).